# Opfertwete
Die Opfertwete ist eine kleine Gasse (Twete) im Weichbild Neustadt der Stadt Braunschweig mit einer knapp 600-jährigen Geschichte. Sie verbindet die Reichsstraße mit der Straße „An der Andreaskirche“.

## Geschichte

### Name
Die Opfertwete erhielt ihren Namen dadurch, dass sich am nordöstlichen Ende dieser Gasse ein heute nicht mehr vorhandenes Eckhaus befand, das vom jeweiligen Opfermann der nahe gelegenen Andreaskirche bewohnt wurde. Diese Verwendung ist für den Zeitraum 1388 bis 1859 belegt. 1412 wurde die Gasse noch „de twete achter dem parhove“ („die Twete hinter dem Pfarrhof“) genannt, 1454 „oppertwete“, 1463 „de lutke twete“, 1496 „de cleyne twete“. 1731 wurde ihr Name allerdings als „Operntwete“ entstellt und zwei Jahre später hieß sie „Oppern Twetge“.

### Zerstörung und Wiederaufbau
In der Opfertwete befanden sich bis zu ihrer vollständigen Zerstörung im Feuersturm des Bombenangriffs vom 15. Oktober 1944 lediglich zwei Wohnhäuser. Nach 1954 wurde am östlichen Ende der Twete ein Durchgang zur Reichsstraße geschaffen, den heute ein Portal schmückt.

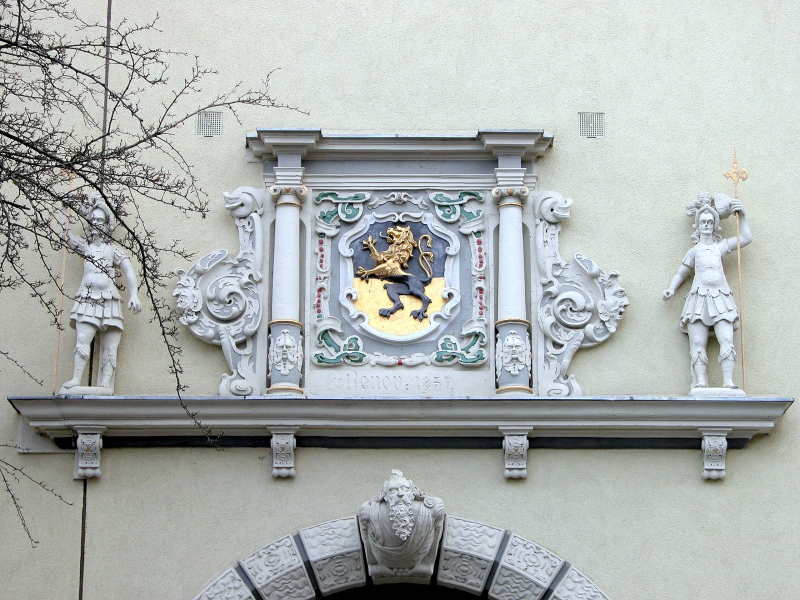
Detail des Portals von 1619

#### Portal von 1619
Das Renaissance-Portal am östlichen Eingang in die Opfertwete von der Reichsstraße wurde dort erst nach dem Krieg errichtet. Es handelt sich um ein Portal aus dem Jahre 1619, welches sich zuvor in einem Patrizierhaus in der Wilhelmstraße 95 befand, das ebenfalls am 15. Oktober 1944 vollkommen zerstört wurde. Rahmung und Aufsatz des Portales zeigen umfangreiches Beschlag- und Knorpelwerk. Das in Schwarz und Gold gehaltene Wappen zeigt einen steigenden doppelschwänzigen Löwen. Das Wappen wird zunächst von zwei Säulen und ganz außen von zwei Hellebardenträgern flankiert.

## Der Tote in der Opfertwete
Die Opfertwete ist einer der Handlungsorte des 1996 erschienenen Kriminalromans „Toter in der Opfertwete“ des Braunschweiger Schriftstellers Dirk Rühmann.